# Calycopteris
Calycopteris  es un género botánico con tres especies de plantas con flores en la familia de las  Combretaceae.

## Taxonomía
El género fue descrito por Jean-Baptiste Lamarck y publicado en Tableau Encyclopédique et Methodique ... Botanique 1: , t. 357. 1793.

## Especies aceptadas
A continuación se brinda un listado de las especies del género Calycopteris aceptadas hasta julio de 2011, ordenadas alfabéticamente. Para cada una se indica el nombre binomial seguido del autor, abreviado según las convenciones y usos. 
- Calycopteris floribunda (Roxb.) Lam.
- Calycopteris joan Siebold
- Calycopteris nutans Kurz